# Vassili IV Chouiski
 (juin 2025).
Si vous disposez d'ouvrages ou d'articles de référence ou si vous connaissez des sites web de qualité traitant du thème abordé ici, merci de compléter l'article en donnant les références utiles à sa vérifiabilité et en les liant à la section « Notes et références ».
Vassili Ivanovitch Chouiski (en russe : Василий IV Иванович Шуйский et Василий IV Иоаннович), né le 22 septembre 1552 à Nijni Novgorod et mort le 12 septembre 1612 à Gostynin, est le tsar de Russie du 29 mai 1606 au 27 juillet 1610. Il descend des Riourikides par la lignée de Iaroslav II de Vladimir.

## Sous le règne d'IvanIV
Vassili représente avec ses frères Andreï, Dmitri et Ivan la famille Chouiski à la cour du tsar Ivan IV. Il exerce la fonction de voïvode lors de différentes campagnes de 1581 à 1587.

## Boris Godounov
Désireux d'éliminer un concurrent après le décès d'Ivan le Terrible, Boris Godounov (chargé de la régence pour le jeune tsar Fédor Ier) exile Vassili Chouiski à Galitch en 1587, où il reste jusqu'en 1591. De retour à Moscou, les Chouiski se conduisent alors loyalement vis-à-vis du régent.
Vassili Chouiski est alors chargé par Boris Godounov de l'enquête sur la mort de Dimitri Ivanovitch, fils d'Ivan IV et de Maria Fiodorovna Nagaïa, et arrive à la conclusion que le tsarévitch est mort de façon accidentelle. Chouiski est ensuite rétabli dans la Douma des boyards et reprend ses fonctions de voïevode. Boris, étant monté sur le trône (1598), marche contre les Tatares ; il donne à Chouiski le commandement de l'aile droite de l'armée ; mais craignant l'influence de cette famille, il défend à Vassili de se marier.
Le faux Dmitri, ou Dimitri II, s'avançant pour détrôner Boris, celui-ci semble rendre sa confiance aux Chouiski, et donne à Vassili la conduite de ses armées. Boris meurt, et son fils Fédor ne parait sur le trône que pour être égorgé (1605) ; Vassili se soumet à Dmitri, qu'il fait descendre du trône pour y monter lui-même.

## TsarVassiliIV
Selon les chroniqueurs, il est conduit du Kremlin sur la place Rouge et proclamé tsar « à la criée » sur le Lobnoïé mesto.
Le règne de Vassili IV (surnommé « le tsar crapule ») inaugure une période de sept ans durant laquelle le Temps des troubles atteint son point culminant : l'État moscovite s'effondre pour entamer ensuite son redressement.
Dès son avènement, Vassili IV cristallise contre lui l'opposition de la province, qui voit en lui un tsar imposé par Moscou et refuse de le reconnaître. Plusieurs « faux Dimitri », prétendant tous être Dimitri II rescapé de son assassinat, apparaissent successivement.
La première rébellion, qui survient dès l'été 1606, est commandée par Ivan Bolotnikov et Istoma Pachkov.
Le plus célèbre « faux-Dimitri » est Dimitri Bodganko, surnommé « le tsar de Touchino ».
Sur le plan intérieur, son règne est marqué par la promulgation, en 1607, d'un code des lois (Oulojenié), interdisant aux propriétaires de libérer leurs serfs. Vassili IV inaugure également une mode de gouvernement constitutionnel, refusant de s'opposer à la Douma des boyards.
En février 1609, le prince Skopine (en) signe un accord avec la Suède : Moscou cède aux Suédois la province de Carélie, renonce à ses prétentions sur la Livonie et s'engage à entrer en guerre contre la Pologne. Sigismond III Vasa de Pologne considère cet accord comme un prétexte de guerre et, en octobre 1609, assiège Smolensk.
Le 16 mars 1610, Skopine brise le siège et rentre à Moscou, où il ne tarde pas à mourir, probablement empoisonné sur l'ordre de Vassili IV.
Quelques mois plus tard, devant l'avance des troupes polonaises, les Moscovites se soulèvent et renversent Vassili IV le 27 juillet 1610. Il est fait moine avant d'être déporté, en compagnie de ses frères, escorté par l'hetman de Żółkiewski sur l'ordre du roi Sigismond III Vasa, en Pologne où il mourut le 12 septembre 1612 (22 septembre dans le calendrier grégorien).

## Source partielle
- Notices d'autorité :   - VIAF
  - ISNI
  - BnF (données)
  - IdRef
  - LCCN
  - GND
  - Pologne
  - Israël
  - Suède
  - Tchéquie
  - Lettonie
  - WorldCat
- « Vassili IV Chouiski », dans Louis-Gabriel Michaud, Biographie universelle ancienne et moderne : histoire par ordre alphabétique de la vie publique et privée de tous les hommes avec la collaboration de plus de 300 savants et littérateurs français ou étrangers, 2e édition, 1843-1865 [détail de l’édition].